# Hans Gamper (Politiker)
Hans Gamper (* 27. Februar 1890 in Kappl; † 19. Dezember 1970 in Innsbruck) war ein österreichischer Politiker (CS, VF,  ÖVP). Gamper war Abgeordneter zum Tiroler Landtag sowie Landesrat und Landeshauptmann-Stellvertreter in der Tiroler Landesregierung.

## Leben
Hans Gamper absolvierte das Gymnasium in Brixen und studierte an der Universität Innsbruck Germanistik, Romanistik und Geschichte für das Lehramt. Dort trat er 1910 der katholischen Studentenverbindung AV Vindelicia Innsbruck bei. Im Ersten Weltkrieg diente er bei der k.u.k. Armee. In der Ersten Republik arbeitete er zunächst in einem Innsbrucker Gymnasium als Lehrer, dann an der Lehrerbildungsanstalt Innsbruck.
Gamper betrat mit der unabhängigen christlich-deutschen Tiroler Arbeitsgemeinschaft die politische Bühne, für die er nach der Landtagswahl in Tirol 1925 in den Landtag einzog. 1926 ging aus dieser Partei die Gruppe Tiroler Arbeitsbund hervor, die im Rahmen der christlichsozialen Tiroler Volkspartei wirkte. Von 1929 bis 1935 war Gamper Landesrat im Sozialreferat. Ab 1936 leitete Gamper die Tiroler Soziale Arbeitsgemeinschaft in der Vaterländischen Front. 1936 wurde er auch zum Landesschulinspektor ernannt.
Wegen seines Engagements für den sogenannten Ständestaat wurde er während der Herrschaft des Nationalsozialismus verhaftet und von Juli 1938 bis Mai 1939 im KZ Dachau interniert.
Gamper gehörte zwischen dem 11. Dezember 1945 und dem 29. Jänner 1957 dem Tiroler Landtag an und wirkte vom 11. Dezember 1945 bis zum 25. Oktober 1949 als Landeshauptmann-Stellvertreter in der Landesregierung Weißgatterer I. Anschließend war er ab dem 25. Oktober 1949 Landesrat in der Landesregierung Weißgatterer II, aus der er am 24. November 1953 ausschied. Am 25. Mai 1954 wurde er als Vertreter des ÖAAB erneut in die Landesregierung gewählt, wo er bis zum 7. November 1961 – unter Grauß (I, II) und Tschiggfrey (I) – wieder die Funktion des Landesrates ausübte. Danach war er zwischen dem 7. November 1961 und dem 2. November 1965 erneut Landeshauptmann-Stellvertreter (Tschiggfrey II).

## Auszeichnungen
- 1935: Offizierskreuz des österreichischen Verdienstordens[2]
- 1958: Ehrenzeichen des Landes Tirol
- 1963: Großes Goldenes Ehrenzeichen mit dem Stern für Verdienste um die Republik Österreich[3]